# Pygopleurus distinguenda
Pygopleurus distinguenda là một loài bọ cánh cứng trong họ Glaphyridae. Loài này được Muche miêu tả khoa học năm 1963.